# Trnavská univerzita (1635–1777)

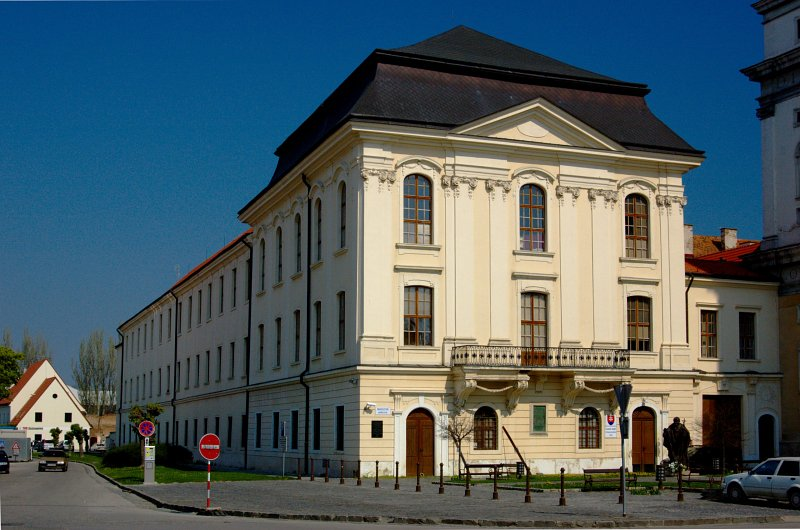
Stará univerzitní kolej vedle katedrály svatého Jana Křtitele

Trnavská univerzita respektive Královská akademie (maďarsky Nagyszombati Egyetem, latinsky Collegium Tyrnaviense, někdy též německy Universität Tyrnau) byla univerzita v Trnavě v letech 1635–1777, jedna z prvních univerzit na Slovensku. 
Během své existence nesla univerzita vícero názvů, kromě původního (Nagyszombati Egyetem), též Univerzita Eötvöse Loránda (Eötvös Loránd Tudományegyetem), a Semmelweisova univerzita (Semmelweis Egyetem) nebo Katolická univerzita Petra Pázmánye (Pázmány Péter Katolikus Egyetem).

## Dějiny univerzity

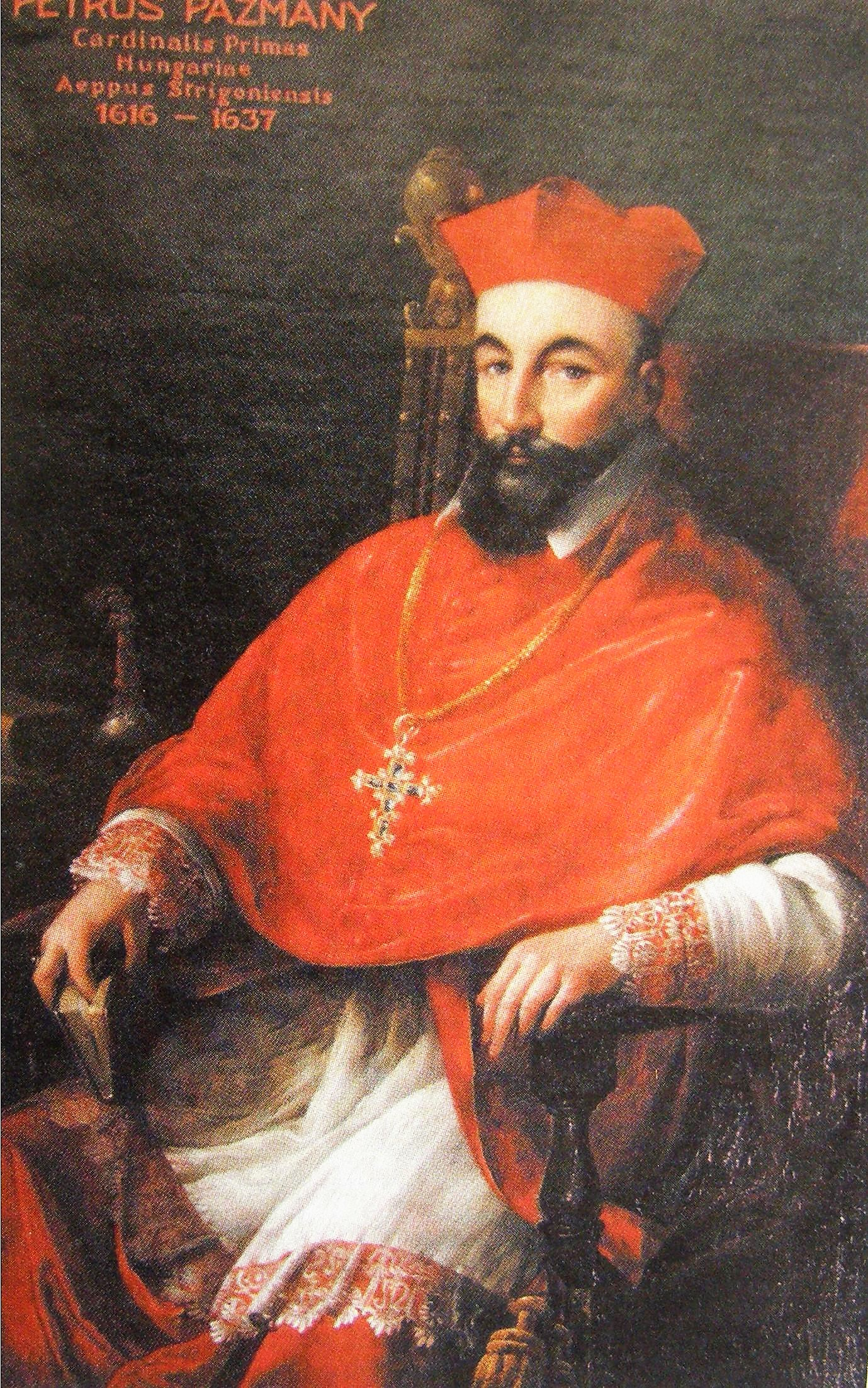
Kardinál Péter Pázmány

### Založení školy
Trnavskou univerzitu založil 12. května roku 1635 ostřihomský arcibiskup kardinál Péter Pázmány, jehož kapitula sídlila od dobytí Ostřihomi Osmany v Trnavě. Panovník Ferdinand II. založení univerzity schválil bulou z 18. října 1635.
Založení univerzity, tzv. studium generale, bylo vyvrcholením snah Pétera Pázmánye o podporu katolického školství v jeho sídle. Založení univerzity předcházelo založení šlechtického konviktu na Kapitulské ulici a semináře pro duchovní na Halenárské ulici. Cílem nemělo být jen šíření vzdělání, ale zejména posílení katolické víry v Uhrách. Na univerzitě učili příslušníci jezuitského řádu. Vzorem Trnavské univerzity byla jezuitská univerzita ve Štýrském Hradci. Prvním rektorem se stal Juraj Dobronoki.
Finanční náklady byly hrazeny zejména ze štědrého příspěvku kardinála Pázmánye, který věnoval univerzitě hotovost 60 000 zlatých. Ty však byly deponovány ve městě Augsburg, který z nich vyplácel vedení univerzity ročně 6 %, tedy 3600 zlatých.

### Výuka
Slavnostně otevřena byla Trnavská univerzita 13. listopadu, s výukou se začalo o den později, 14. listopadu 1635. Vyučování probíhalo zpočátku na dvou fakultách: filozofické (dobově nazývané Artistická) a teologické. Děkanem filozofické fakulty se stal T. Jászberényi. Zpočátku měla univerzita pouze 10–12 profesorů. Studium na filozofické fakultě trvalo tři roky, na teologické čtyři. Na filozofické fakultě se vyučovala zejména logika, fyzika, metafyzika, matematika a etika.
V roce 1667 přibyla právnická fakulta, na kterou v testamentu přispěl ostřihomský arcibiskup Juraj Lippai částkou 15 000 zlatých. V roce 1769 bylo rozhodnuto otevřít i lékařskou fakultu, na níž se začalo učit v roce 1770.
Univerzita se stala známou i díky hvězdárně, která byla zřízena v roce 1753 Františkem Borgiou Kérim (1702–1768). Při univerzitě fungovala bohatá univerzitní knihovna, botanická zahrada a divadlo, ve kterém hráli hry studenti univerzity.
Trnavská univerzita fungovala do roku 1777, kdy byla v souvislosti se školními reformami přemístěna do Budína. 10. února 1777 panovnice Marie Terezie poskytla univerzitě královský palác v Budíně. Dekret o přeložení univerzity panovnice vydala 6. března 1777. Přednášky se na univerzitě skončily dnem 24. srpna 1777.
Právním nástupcem historické Trnavské univerzity není novodobá slovenská Trnavská univerzita v Trnavě, nýbrž současná Univerzita Loránda Eötvöse v Budapešti.

## Významní profesoři
- Maxmilián Hell (1720–1792), astronom a jezuita
- István Katona, historik
- Martin Sentiváni (1633–1705), první encyklopedista
- Samuel Timon (1675–1736), historik